# 2025年8月逝世人物列表
2025年逝世人物列表：1月 - 2月 - 3月 - 4月 - 5月 - 6月 - 7月 - 8月 - 9月 - 10月 - 11月 - 12月
2025年8月逝世人物列表，是用于匯總2025年8月期間逝世人物的列表。

## 依日期排序

### 19日
- 千百惠，62歲，本名鍾蘭芯，中國大陸籍台灣女歌手，病逝。[1]
- luz（日語：luz），32歲，本名帶刀光司，日本歌手，唱见。[2]

### 18日
- 盛品儒，48歲，香港商人、香港亞洲電視前執行董事。肝癌。[3]
- 林嘉誠，72歲，台灣政治人物，中華民國考選部部長（2004—2008年）。[4]
- 赵学源，93岁，中国植物病理学家。[5]
- 林炳堯，81岁，中国人民解放軍將領、中國人民解放軍中將。[6]
- 周志高，80岁，中国書法家、書法出版家，中國書法家協會原常務理事，上海市文學藝術界聯合會原副主席。[7]
- 日本大阪道頓堀INAKA會館火災殉職消防員：[8]
  - 森貴志，55岁，大阪市消防局浪速消防署隊員，階級消防司令
  - 長友光成，22岁，大阪市消防局浪速消防署隊員，階級消防士

### 17日
- 泰倫斯·史丹普（英語：Terence Stamp），87歲，英國男演員。[9]
- 尼洛·哈洛宁（芬蘭語：Niilo Halonen），84歲，芬蘭跳台滑雪運動員。[10]
- 阎志祥，92岁，原中国民用航空总局副局长。[11]

### 16日
- 梁昆浩，85岁，中国建筑设计师。[12]

### 15日
- 柳京村（韓語：유경촌），62岁，韩国天主教神父，罗马天主教首爾教區主教。胆管癌。[13]
- 韩伟，81岁，中国作词家，曾与施光南长期合作，代表作《祝酒歌》《打起手鼓唱起歌》。[14]

### 14日
- 千玄室（日语：千玄室），102歲，日本茶道藝術家，茶道流派裏千家第十五代當主，任日本聯合國協會（日语：日本国際連合協会）會長（2002年ー2025年）。[15]
- 劉育豪，58歲，台灣政治人物，民進黨籍屏東縣前議員，肝癌。[16]

### 13日
- 尹春燕，51岁，中国政治人物，北京市怀柔区琉璃庙镇孙胡沟村党支部书记、村委会主任。救灾过程中被洪水冲走遇难。（遗体发现日期）[17]
- 蔡永章，53岁，尹春燕之夫。救灾过程中被洪水冲走遇难。（遗体发现日期）[17]
- 李新良，88岁，中国军事人物，中国人民解放军上将，曾任沈阳军区司令员、北京军区司令员。[18]
- 彭玉，84岁，中国政治人物，曾任中华人民共和国卫生部副部长。[19]
- 櫻井智（日语：櫻井 智），53歲，日本配音員。胰臟癌惡化引起的多內臟癌症。[20][21]

### 12日
- 吳清亮，98歲，新加坡商人，「鴿牌」油漆創辦人。[22]
- 马蒂亚·德贝托利斯（英语：Mattia Debertolis），29岁，意大利徒步定向运动员。在参加2025年世界运动会定向男子中距离比赛期间昏迷，经抢救无效逝世。[23]

### 11日
- 米格尔·乌里韦（西班牙語：Miguel Uribe Turbay），39歲，哥倫比亞政治人物，參議院議員，總統選舉候選人，槍擊中彈。[24]
- 曾琮愷，45歲，台灣政治人物，台灣青年公共事務協會創會理事長，前民主進步黨南投縣黨部執行長，蜂窩性組織炎併發重症。[25]

### 10日
- 安納斯·沙里夫（阿拉伯语：أنس الشريف），28岁，巴勒斯坦记者，死于以色列空袭。[26]
- 釜本邦茂（日语：釜本 邦茂），81歲，日本前足球運動員，政治人物。曾任日本足球代表隊成員（1964年—1977年），參議院議員（比例代表，自民黨籍）（1995年—2001年）。肺炎。[27]
- 林健兒，84歲，台灣燈藝家，新北市傳統工藝「花燈工藝」保存者。[28]

### 9日
- 朱良，101歲，中國政治人物，曾任中共中央对外联络部部长。[29]
- 浦川大將，28歲，日本職業拳擊運動員，在東太平洋超羽量級拳王賽後失去意識，急性硬腦膜下血腫。[30]
- 馬哈茂德·法爾希奇揚（波斯語：محمود فرشچیان），95歲，伊朗畫家。肺炎。[31]
- 胡石英，81歲，中國企業家。中国富硒杂志社前社长。中共中央書記處前書記胡喬木之子。[32]
- 山田信夫（日语：山田 信夫），61歲，日本歌手，腎臟癌。[33][34]

### 8日
- 達尼老·斯德望·卡爾利克（西班牙語：Estanislao Esteban Karlic），99歲，阿根廷天主教神父，天主教司鐸級樞機。也是巴拉那總教區榮休總主教。[35]
- 陳法文，95歲，中國政治人物，曾任中共浙江省委副書記，浙江省政協副主席。[36]
- 神足茂利（日语：神足 茂利），28歲，日本職業拳擊運動員，在東太平洋超羽量級拳王賽後失去意識，急性硬腦膜下血腫。[37]
- 琴富士孝也（日语：琴富士 孝也），60歲，日本大相撲力士。[38]
- 張少軍，70歲，北京建筑大学智科学院教授。[39]
- 朴翔，35歲，中國男歌手，在《中國新歌聲 (第一季)》加入周杰倫戰隊成為前5強，因心梗意外离世。[40]
- 群培，81歲，中國政治人物，曾任西藏大學黨委書記、校長，西藏自治區人民政府副主席，西藏自治區人大常委會副主任。[41]

### 7日
- 敏瑞，74歲，緬甸政治人物，代理總統（2021年—2024年）、第一副總統（2016年—2025年）和仰光省省長（2011年—2016年），帕金森氏症併發症。[42]
- 內馬尼亞·久里奇（羅馬化：Nemanja Đurić），89歲，塞爾維亞男子籃球運動員。[43]
- 吉姆·洛維爾（英語：Jim Lovell），97歲，美國太空人（雙子座 12 號、阿波羅 8 號、阿波羅 13 號）。[44]
- 刘一阳，38岁，中国健美选手，中山大学副教授。[45]

### 6日
- 蘇萊曼·歐貝德，41歲，前巴勒斯坦足球選手，死於加薩地區巴勒斯坦與以色列的戰爭[46]。
- 艾迪·帕爾米耶里（英語：Eddie Palmieri），88歲，美國音樂家、鋼琴家、作曲家[47]。
- 愛德華·奧馬內·博阿馬（英语：Edward Omane Boamah），50歲，迦納政治人物，国防部長，死於直升機墜毀事故。 [48]
- 易卜拉欣·穆爾塔拉·穆罕默德（英语：Ibrahim Murtala Muhammed），50歲，迦納政治人物，現任環境、科學、技術與創新部長，死於直升機墜毀事故。[49]

### 5日
- 佐治·哥斯達（葡萄牙語：Jorge Costa），53歲，葡萄牙职业足球運動員。[50]
- 王善朴，96歲，中國演員。[51]
- 弗兰克·米尔（德語：Frank Mill），67岁，德国足球运动员。心脏病发作。[52]
- 李敏，本名(韓語：이민영)，46歲，韓國二人女子組合As One成員。死因待查。[53]
- 扬·伊利埃斯库（羅馬尼亞語：Ion Iliescu），95岁，罗马尼亚政治人物，曾任总统。[54]
- 奧韋·欣德瓦爾（瑞典語：Ove Kindvall），82岁，瑞典男子足球運動員。[55]

### 4日
- 宋英奎（韓語：송영규），55歲，韓國男演員，自殺。[56]
- 詹智能，57歲，台灣商人，娛樂經紀公司CEO，無限夢想股份有限公司老闆，凶殺案。[57][58]
- 馬爾科·博納米科（義大利語：Marco Bonamico），68歲，義大利男子籃球運動員。[59]
- 塔爾加特·穆薩巴耶夫，74歲，哈薩克宇航員、政治人物，前參議員。[60]
- 吳禮廷，20歲，澳門足球代表隊球員。交通意外。[61]
- 汪槱生，96歲，中國電力電子技術專家，浙江大學教授、博士生導師。浙江大學電力電子應用技術國家工程研究中心技術委員會主任。[62]

### 3日
- 许倬云，94岁，台灣历史学家、教授，中華民國中央研究院院士（1980年）。[63]
- 洛妮·安德森（英语：Loni Anderson），79岁，美国女演员。[64]
- 史黛拉·里明頓女爵士（英语：Stella Rimington），90岁，英國情報官員，曾任英國軍情五處處長。[65]

### 2日
- 郭永昌，67歲，香港政治人物，元朗八鄉鄉委會主席兼前區議員（2023年—2025年）。術中離世。[66]
- 朱龙广，86歲，中國男演員、導演。[67]
- 林省三，95歲，台灣企業家，長榮集團前首席副總裁，曾任台北市輪船公會理事長、全國船聯會理事長、台灣海峽兩岸航運協會董事長、海基會董事。[68]
- 彼得·韋謝洛夫斯基，60歲，斯洛伐克男子冰球運動員。[69]

### 1日
- 周恒，96岁，中国流体力学专家，中国科学院院士，天津大学机械学院名誉院长、教授。[70]
- 關根明子（日语：関根 明子），65歲，日本聲優。食道癌。[71]
- 珍妮·西利（英语：Jeannie Seely），85歲，美國歌手、詞曲作者、唱片製作人和作家。[72]